# Dmitrij Gratjov
Dmitrij Gratjov (russisk: Дми́трий Евге́ньевич Грачёв) (født 2. september 1981 i Moskva i Sovjetunionen) er en russisk filminstruktør.

## Filmografi
- Nevesta ljuboj tsenoj (Невеста любой ценой, 2009)[1][2]